# Аси
Аси (на старонорвежки: Æsir, в ед.ч. áss, женски род ásynja, мн.ч. за ж.р. ásynjur – асини; на немски: Die Asen – асите или асените) е термин, обозначаващ основната група богове в пантеона на скандинавската митология, модифицирана, разпространена и в немскоговорещия свят.
Включват повечето важни богове като Один, Фриг, Тор, Балдур и Тир. Те са една от двете групи богове, като другата е Вани.
В скандинавската митология двете групи се описват като враждуващи. Водят война помежду си, позната като Войната между Асите и Ваните, завършваща с обединение на двете групи в едно племе от богове.
Руната Ансуз ᚫ е наречена на асите („Æsir“).

## В скандинавската митология
Различията между асите и ваните провокират множество научни теории и спекулации. Докато другите култури имат „стари“ и „млади“ семейства от богове, както е при гръцката митология (титани и олимпийски богове), то Асите и Ваните се описват като връстници. Двата клана богове водят битки, сключват договори и разменят пленници.
Асите живеят в Асгард, намиращ се много високо в облаците на полето Идавьол (на върха на ясена Игдрасил – световното дърво в скандинавската митология). Основните им противници са великаните йотуни и муспели, хримтурси, с които те са в постоянна вражда.

### Аси
- Один – върховен бог, бог на мъдростта и войната. Баща на голяма част от асите.
- Тор – бог на гръмотевиците, бурите и плодородието.
- Балдур – бог на светлината най-красивия бог сред асите.
- Ньорд – бог на морето и ветровете. По произход той е от боговете Вани, но е даден като заложник на Асите като гарант за сключеното примирие след войната между двете групи богове. Остава да живее сред Асите и е считан за един от тях.
- Фрейр – бог на земеделието и на плодовитостта, син на Ньорд и брат на Фрея. По произход също един от ваните.
- Тир – бог на войната и героичната слава.
- Браги – бог на поетите.
- Хеймдал – пазител на боговете, връзка между техния и земния свят.
- Хьод (или Хьодер) – сляп бог, който, воден от Локи, убива със стрела от имел своя брат Балдур.
- Видар – син на Один, свързан с отмъщението, защото убива Фенрир, погубил баща му.
- Вали – роден с цел да отмъсти на Хьод за убийството на Балдур.
- Ул – бог, изобразяван с лък и ски.
- Форсети – бог на справедливостта и истината.
- Хьонир – ас, отишъл като заложник при ваните.
- Магни – син на Тор, бог на физическата сила.
- Моди – син на Тор, покровител на берсерките.

#### Асини
- Фрига – първа сред богините, съпруга на Один.
- Сагара – единствената дъщеря на Один богиня на поезията и руните предполага се че, е друго име за Фриг или Гефиун.
- Ерея – богиня, смятана за най-добрия лекар.
- Гефьон (Гефиун) – богиня на мъдростта и целомъдрието.
- Фула – прислужница и помощница на Фрига.
- Фрея – богиня на любовта, красотата и плодовитостта, най-красивата сред богините. Като дъщеря на Ньорд и сестра на Фрейр, нейният произход е от божествата вани.
- Йорд – богина на земята, майка на Тор.
- Сьовн
- Ловн
- Вар – богиня на клетвите.
- Вьор
- Идун – богиня-аз, жена на Браги, богиня на вечната младост.
- Сиф – съпруга на Тор.
- Нана – съпруга на Балдур.

Бог като Ул е почти непознат в митовете, но неговото име носят много географски обекти, особено в Швеция и освен това негово изображение е открито на метална част от ножница от III в., което предполага, че култът е бил широко разпространен.